# Starrtjärnarna (Jokkmokks socken, Lappland, 740261-171141)
Starrtjärnarna är en sjö i Jokkmokks kommun i Lappland och ingår i Råneälvens huvudavrinningsområde.